# 3x3 농구
3x3 농구(영어: 3x3 basketball)는 스트리트볼의 세부 종목 중에서 국제 농구 연맹이 공식 경기로 추진하고 있는 스포츠이다. 2020년 하계 올림픽에 농구 세부 종목으로 처음 채택되었다. 경기는 한 팀당 3명으로 진행되며, 코트의 크기는 일반 농구의 절반으로 비교적 적은 인원으로 부담없이 할 수 있는 스포츠이다.

## 개요
5인제 농구에 비해 여섯 명만 모이면 게임이 가능하기 때문에 간편히 게임을 진행할 수 있다. 이로 인해 청소년을 중심으로 큰 인기를 얻어 생활스포츠로 자리 잡았다. 게임은 경기시간 10분 (단게임), 21점을 먼저 득점하면 경기가 끝나며 연장전은 시간제한 없이 2점을 먼저 득점하면 끝난다. 또한, 세계대회도 개최되고 있다.

## 형식
골대의 높이가 정규 코트와 같은 305cm이다. 세계대회의 경우 전 ·후반 없이 10분, 작전타임은 각팀 1개이고, 연장전은 시간제한없이 2점을 먼저 득점한팀이 승리한다.
정규 농구의 3점 라인이 3x3 농구에서는 2점 라인에 해당한다.
개인 파울은 없고, 파울 7개째부터 팀파울이 적용된다. 득점 되면 그자리에서 공수가 바뀌며 공격팀은 공을 가지고 2점 라인 밖으로 나간후 공격해야 한다. 수비 리바운드나 가로채기의 경우도 마찬가지다.

## 랭킹
- 2020년 4월 기준

### 통합
| 순위 | 국가       |
| ---- | ---------- |
| 1    | 러시아     |
| 2    | 미국       |
| 3    | 프랑스     |
| 4    | 중국       |
| 5    | 네덜란드   |
| 6    | 일본       |
| 7    | 몽골       |
| 8    | 캐나다     |
| 9    | 폴란드     |
| 10   | 라트비아   |
| 22   | 필리핀     |
| 26   | 이란       |
| 27   | 대만       |
| 28   | 인도네시아 |
| 29   | 카타르     |
| 33   | 태국       |
| 34   | 카자흐스탄 |
| 39   | 대한민국   |
| 169  | 동티모르   |

### 남자
| 순위 | 국가       |
| ---- | ---------- |
| 1    | 세르비아   |
| 2    | 미국       |
| 3    | 러시아     |
| 4    | 슬로베니아 |
| 5    | 라트비아   |
| 6    | 네덜란드   |
| 7    | 중국       |
| 8    | 캐나다     |
| 9    | 몽골       |
| 10   | 리투아니아 |
| 12   | 일본       |
| 20   | 필리핀     |
| 21   | 대한민국   |
| 204  | 라오스     |

### 여자
| 순위 | 국가           |
| ---- | -------------- |
| 1    | 프랑스         |
| 2    | 중국           |
| 3    | 러시아         |
| 4    | 일본           |
| 5    | 네덜란드       |
| 6    | 이탈리아       |
| 7    | 루마니아       |
| 8    | 몽골           |
| 9    | 미국           |
| 10   | 스페인         |
| 19   | 이란           |
| 20   | 대만           |
| 24   | 인도네시아     |
| 25   | 태국           |
| 26   | 필리핀         |
| 27   | 투르크메니스탄 |
| 35   | 카자흐스탄     |
| 39   | 카타르         |
| 41   | 스리랑카       |
| 46   | 요르단         |
| 49   | 대한민국       |
| 171  | 동티모르       |

### U23(남)
| 순위 | 국가                  |
| ---- | --------------------- |
| 1    | 중국                  |
| 2    | 러시아                |
| 3    | 몽골                  |
| 4    | 네덜란드              |
| 5    | 프랑스                |
| 6    | 루마니아              |
| 7    | 카타르                |
| 8    | 폴란드                |
| 9    | 일본                  |
| 10   | 도미니카 공화국       |
| 21   | 스리랑카              |
| 25   | 카자흐스탄            |
| 28   | 인도네시아            |
| 29   | 투르크메니스탄        |
| 31   | 이란                  |
| 33   | 대한민국              |
| 192  | 세인트빈센트 그레나딘 |

### U23(여)
| 순위 | 국가           |
| ---- | -------------- |
| 1    | 미국           |
| 2    | 몽골           |
| 3    | 중국           |
| 4    | 러시아         |
| 5    | 일본           |
| 6    | 루마니아       |
| 7    | 이탈리아       |
| 8    | 프랑스         |
| 9    | 네덜란드       |
| 10   | 우크라이나     |
| 11   | 이란           |
| 15   | 대만           |
| 19   | 태국           |
| 20   | 인도네시아     |
| 24   | 필리핀         |
| 25   | 투르크메니스탄 |
| 34   | 카타르         |
| 36   | 스리랑카       |
| 39   | 카자흐스탄     |
| 41   | 요르단         |
| 48   | 대한민국       |
| 167  | 콩고           |

### U18(남)
| 순위 | 국가            |
| ---- | --------------- |
| 1    | 러시아          |
| 2    | 중국            |
| 3    | 카자흐스탄      |
| 4    | 도미니카 공화국 |
| 5    | 에스토니아      |
| 6    | 라트비아        |
| 7    | 브라질          |
| 8    | 이집트          |
| 9    | 투르크메니스탄  |
| 10   | 벨라루스        |
| 11   | 인도네시아      |
| 13   | 필리핀          |
| 15   | 스리랑카        |
| 16   | 키르기스스탄    |
| 26   | 대한민국        |
| 161  | 부르키나파소    |

### U18(여)
| 순위 | 국가           |
| ---- | -------------- |
| 1    | 중국           |
| 2    | 러시아         |
| 3    | 이란           |
| 4    | 필리핀         |
| 5    | 에스토니아     |
| 6    | 이집트         |
| 7    | 프랑스         |
| 8    | 인도네시아     |
| 9    | 네덜란드       |
| 10   | 투르크메니스탄 |
| 25   | 카자흐스탄     |
| 27   | 몽골           |
| 30   | 스리랑카       |
| 31   | 몰디브         |
| 34   | 일본           |
| 38   | 요르단         |
| 42   | 태국           |
| 45   | 키르기스스탄   |
| 46   | 대만           |
| 51   | 인도           |
| 58   | 베트남         |
| 70   | 우즈베키스탄   |
| 71   | 말레이시아     |
| 74   | 레바논         |
| 76   | 팔레스타인     |
| 85   | 브루나이       |
| 86   | 이라크         |
| 91   | 싱가포르       |
| 93   | 대한민국       |
| 138  | 아프가니스탄   |

## 국제 경기 현황
현재 유러피언 게임에서는 정식종목으로 채택되었으며 2020년 도쿄 올림픽 정식종목으로 채택된 터라 FIBA측에서는 농구 활성화를 위해 올림픽 농구 정식 세부종목 진입을 위해 노력 중이다.

## 같이 보기
- 스트리트볼
- 농구
- 국제 농구 연맹